# Neung-sur-Beuvron
Pour les articles homonymes, voir Beuvron (homonymie).
Neung-sur-Beuvron (prononcé : [nœ̃ syʁ bøvʁɔ̃]) est une commune française située dans le département de Loir-et-Cher, en région Centre-Val de Loire.
Localisée au centre-est du département, la commune fait partie de la petite région agricole « la Grande Sologne », vaste étendue de bois et de prés aux récoltes médiocres. Avec une superficie de 6 300 ha en 2017, la commune fait partie des 10 communes les plus étendues du département.
L'occupation des sols est marquée par l'importance des espaces agricoles et naturels qui occupent la quasi-totalité du territoire communal. Plusieurs espaces naturels d'intérêt sont présents dans la commune : un espace protégé, deux sites natura 2000, quatre zones naturelles d'intérêt écologique, faunistique et floristique (ZNIEFF) et un espace naturel sensible,  En 2010, l'orientation technico-économique de l'agriculture dans la commune est la culture des céréales et des oléoprotéagineux. À l'instar du département qui a vu disparaître le quart de ses exploitations en dix ans, le nombre d'exploitations agricoles a fortement diminué, passant de 39 en 1988, à 21 en 2000, puis à 22 en 2010.
Le patrimoine architectural de la commune comprend un bâtiment porté à l'inventaire des monuments historiques : la motte de Condras.

## Géographie

### Localisation et communes limitrophes
La commune de Neung-sur-Beuvron se trouve au centre-est du département de Loir-et-Cher, dans la petite région agricole de la Grande Sologne,. À vol d'oiseau, elle se situe à 36,4 km  de Blois, préfecture du département, à 19,8 km de Romorantin-Lanthenay, sous-préfecture, et à 23,2 km de Chambord, chef-lieu du canton de Chambord. La commune fait en outre partie du bassin de vie de Lamotte-Beuvron.
Les communes les plus proches sont : 
La Ferté-Beauharnais (3,4 km), La Marolle-en-Sologne (5,9 km), Montrieux-en-Sologne (6,4 km), Marcilly-en-Gault (9,2 km), Saint-Viâtre (9,7 km), Millançay (10 km), Vernou-en-Sologne (10,2 km), Villeny (10,6 km) et Chaumont-sur-Tharonne (11,4 km).
| La Marolle-en-Sologne | Yvoy-le-Marron    | Chaumont-sur-Tharonne              |
| Montrieux-en-Sologne  | Neung-sur-Beuvron | La Ferté-Beauharnais, Saint-Viâtre |
| Vernou-en-Sologne     | Millançay         | Marcilly-en-Gault                  |

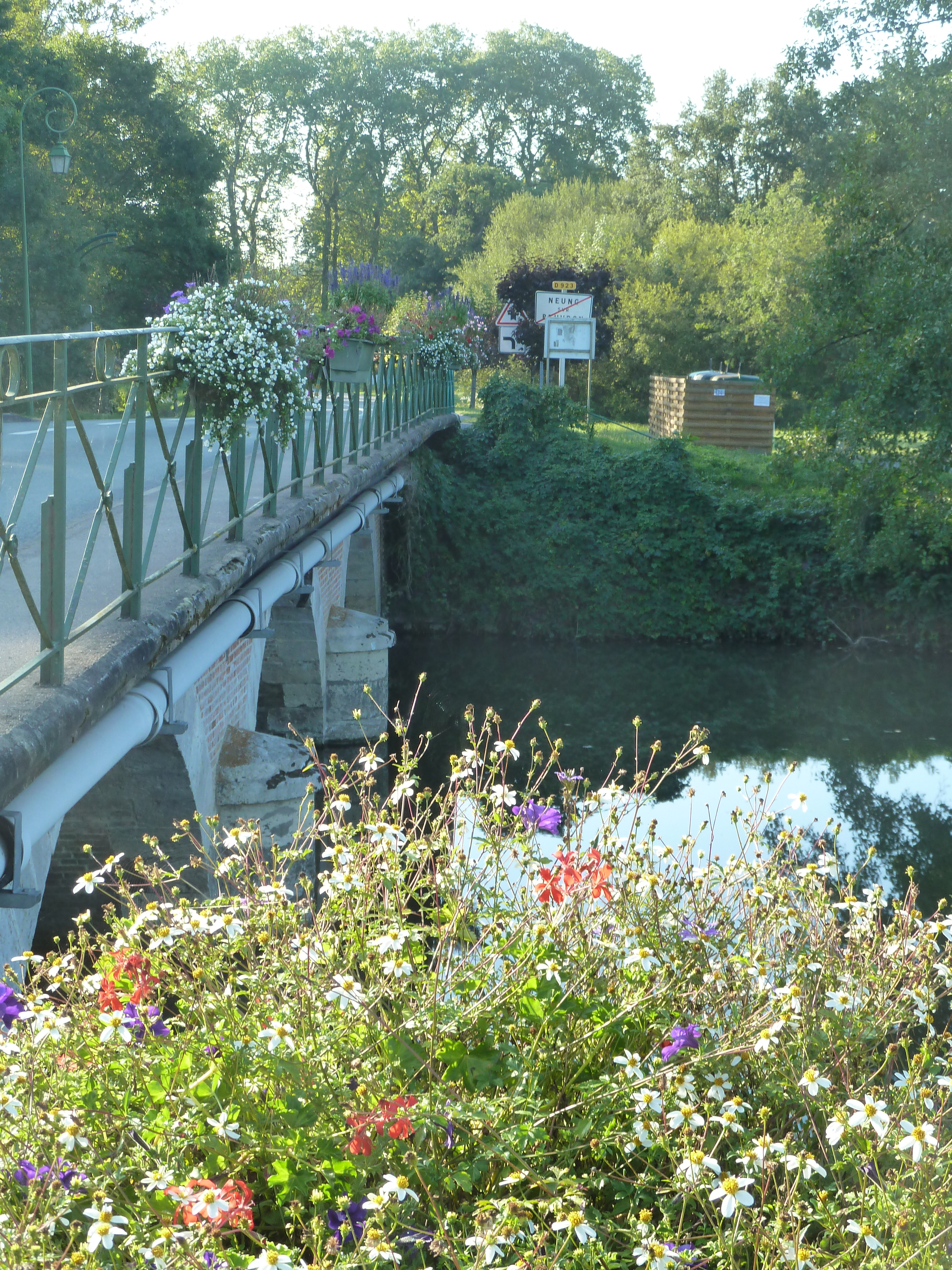
Pont sur le Beuvron

Le site historique de Neung est situé entre deux rivières : le Beuvron et la Tharonne.
Par vue aérienne, on peut facilement observer la forme circulaire de l'ancien oppidum romain.

### Hydrographie
La commune est drainée par le Beuvron (9,746 km), le Néant (8,175 km) la Tharonne (7,393 km) et par divers petits cours d'eau, constituant un réseau hydrographique de 70,3 km de longueur totale.
Le Beuvron, d'une longueur totale de 115,2 km, prend sa source dans la commune de Coullons, dans le Loiret et se jette  dans la Loire à Candé-sur-Beuvron, après avoir traversé 29 communes.
Le Néant traverse la commune d'est en ouest. D'une longueur totale de 40,7 km, il prend sa source dans la commune de Pierrefitte-sur-Sauldre (Loir-et-Cher) et se jette  dans le Beuvron à Montrieux-en-Sologne (Loir-et-Cher), après avoir traversé 6 communes.
Sur le plan piscicole, ces cours d'eau sont classés en deuxième catégorie, où le peuplement piscicole dominant est constitué de poissons blancs (cyprinidés) et de carnassiers (brochet, sandre et perche).

### Climat
Pour des articles plus généraux, voir Climat du Centre-Val de Loire et Climat de Loir-et-Cher.
En 2010, le climat de la commune est de type climat océanique dégradé des plaines du Centre et du Nord, selon une étude du CNRS s'appuyant sur une série de données couvrant la période 1971-2000. En 2020, Météo-France publie une typologie des climats de la France métropolitaine dans laquelle la commune est exposée à un climat océanique altéré et est dans la région climatique Moyenne vallée de la Loire, caractérisée par une bonne insolation (1 850 h/an) et un été peu pluvieux.
Pour la période 1971-2000, la température annuelle moyenne est de 11,2 °C, avec une amplitude thermique annuelle de 15,1 °C. Le cumul annuel moyen de précipitations est de 692 mm, avec 11,3 jours de précipitations en janvier et 6,9 jours en juillet. Pour la période 1991-2020, la température moyenne annuelle observée sur la station météorologique de Météo-France la plus proche, « Montrieux », sur la commune de Montrieux-en-Sologne à 6 km à vol d'oiseau, est de 12,0 °C et le cumul annuel moyen de précipitations est de 672,2 mm,. Pour l'avenir, les paramètres climatiques de la commune estimés pour 2050 selon différents scénarios d'émission de gaz à effet de serre sont consultables sur un site dédié publié par Météo-France en novembre 2022.

### Milieux naturels et biodiversité

#### Espaces protégés
La protection réglementaire est le mode d'intervention le plus fort pour préserver des espaces naturels remarquables et leur biodiversité associée.Un espace protégé est présent dans la commune : « l'Étang de Beaumont », un terrain acquis par le Conservatoire d'espaces naturels Centre-Val de Loire. Il présente une superficie de 36,19 ha.

#### Sites Natura 2000
Le réseau Natura 2000 est un réseau écologique européen de sites naturels d'intérêt écologique élaboré à partir des Directives « Habitats » et « Oiseaux ». Ce réseau est constitué de Zones spéciales de conservation (ZSC) et de Zones de protection spéciale (ZPS). Dans les zones de ce réseau, les États membres s'engagent à maintenir dans un état de conservation favorable les types d'habitats et d'espèces concernés, par le biais de mesures réglementaires, administratives ou contractuelles. L'objectif est de promouvoir une gestion adaptée des habitats tout en tenant compte des exigences économiques, sociales et culturelles, ainsi que des particularités régionales et locales de chaque État membre. Les activités humaines ne sont pas interdites, dès lors que celles-ci ne remettent pas en cause significativement l'état de conservation favorable des habitats et des espèces concernés. Des parties du territoire communal sont incluses dans les sites Natura 2000 suivants : 
- la « Sologne », d'une superficie de 346 184 ha[21] ;
- les « Étangs de Sologne », d'une superficie de 29 624 ha[22].

#### Zones naturelles d'intérêt écologique, faunistique et floristique
L'inventaire des zones naturelles d'intérêt écologique, faunistique et floristique (ZNIEFF) a pour objectif de réaliser une couverture des zones les plus intéressantes sur le plan écologique, essentiellement dans la perspective d'améliorer la connaissance du patrimoine naturel national et de fournir aux différents décideurs un outil d'aide à la prise en compte de l'environnement dans l'aménagement du territoire. Le territoire communal de Neung-sur-Beuvron comprend quatre ZNIEFF : 
- l'« Étang de Beaumont » (44,07 ha)[24] ;
- l'« Étang de Malzone » (69,56 ha)[25] ;
- l'« Étang de Panama » (57,3 ha)[26] ;
- l'« Étang de Vilcou » (33,88 ha)[27].

#### Espaces naturels sensibles
Dans le cadre de sa politique environnementale, le Conseil départemental labellise certains sites au patrimoine naturel remarquable, les « espaces naturels sensibles », dans le but de les préserver, les faire connaître et les valoriser. Vingt-six sites sont ainsi identifiés dans le département dont un situé sur le territoire communal : l'« Étang de Beaumont », présentant un intérêt ornithologique et pour son paysage.

## Urbanisme

### Typologie
Au 1er janvier 2024, Neung-sur-Beuvron est catégorisée commune rurale à habitat dispersé, selon la nouvelle grille communale de densité à sept niveaux définie par l'Insee en 2022.
Elle est située hors unité urbaine et hors attraction des villes,.

### Occupation des sols
L'occupation des sols est marquée par l'importance des espaces agricoles et naturels (96,8 %). La répartition détaillée ressortant de la base de données européenne d'occupation biophysique des sols Corine Land Cover millésimée 2012 est la suivante : terres arables (11,6 %), cultures permanentes (0,6 %), zones agricoles hétérogènes (15,4 %), prairies (3,5 %), forêts (65,2 %), milieux à végétation arbustive ou herbacée (0,7 %), zones urbanisées (1 %), espaces verts artificialisés non agricoles (0,5 %), zones industrielles et commerciales et réseaux de communication (1,7 %), eaux continentales (0,5 %).

### Planification
La loi SRU du 13 décembre 2000 a incité fortement les communes à se regrouper au sein d'un établissement public, pour déterminer les partis d'aménagement de l'espace au sein d'un SCoT, un document essentiel d'orientation stratégique des politiques publiques à une grande échelle. La commune est dans le territoire du  SCOT de Grande Sologne, prescrit en juillet 2015.
En matière de planification, la commune disposait en 2017 d'un plan local d'urbanisme en révision. Par ailleurs, à la suite de la loi ALUR (loi pour l'accès au logement et un urbanisme rénové) de mars 2014, un plan local d'urbanisme intercommunal couvrant le territoire de la Communauté de communes de la Sologne des étangs a été prescrit le 30 novembre 2015.

### Habitat et logement
Le tableau ci-dessous présente la typologie des logements à Neung-sur-Beuvron en 2016 en comparaison avec celle du Loir-et-Cher et de la France entière. Une caractéristique marquante du parc de logements est ainsi une proportion de résidences secondaires et logements occasionnels (13,1 %) inférieure à celle du département (18 %) mais supérieure à celle de la France entière (9,6 %). Concernant le statut d'occupation de ces logements, 66,6 % des habitants de la commune sont propriétaires de leur logement (64,2 % en 2011), contre 68,1 % pour le Loir-et-Cher et 57,6 pour la France entière.
|                                                         | Neung-sur-Beuvron | Loir-et-Cher | France entière |
| ------------------------------------------------------- | ----------------- | ------------ | -------------- |
| Résidences principales (en %)                           | 73,8              | 74,5         | 82,3           |
| Résidences secondaires et logements occasionnels (en %) | 13,1              | 18           | 9,6            |
| Logements vacants (en %)                                | 13,1              | 7,5          | 8,1            |

### Risques majeurs
Le territoire communal de Neung-sur-Beuvron est vulnérable à différents aléas naturels : inondations (par débordement du Beuvron), climatiques (hiver exceptionnel ou canicule), feux de forêts, mouvements de terrains ou sismique (sismicité très faible)11 avril 2020
Il est également exposé à un risque technologique :  le transport de matières dangereuses,.

#### Risques naturels

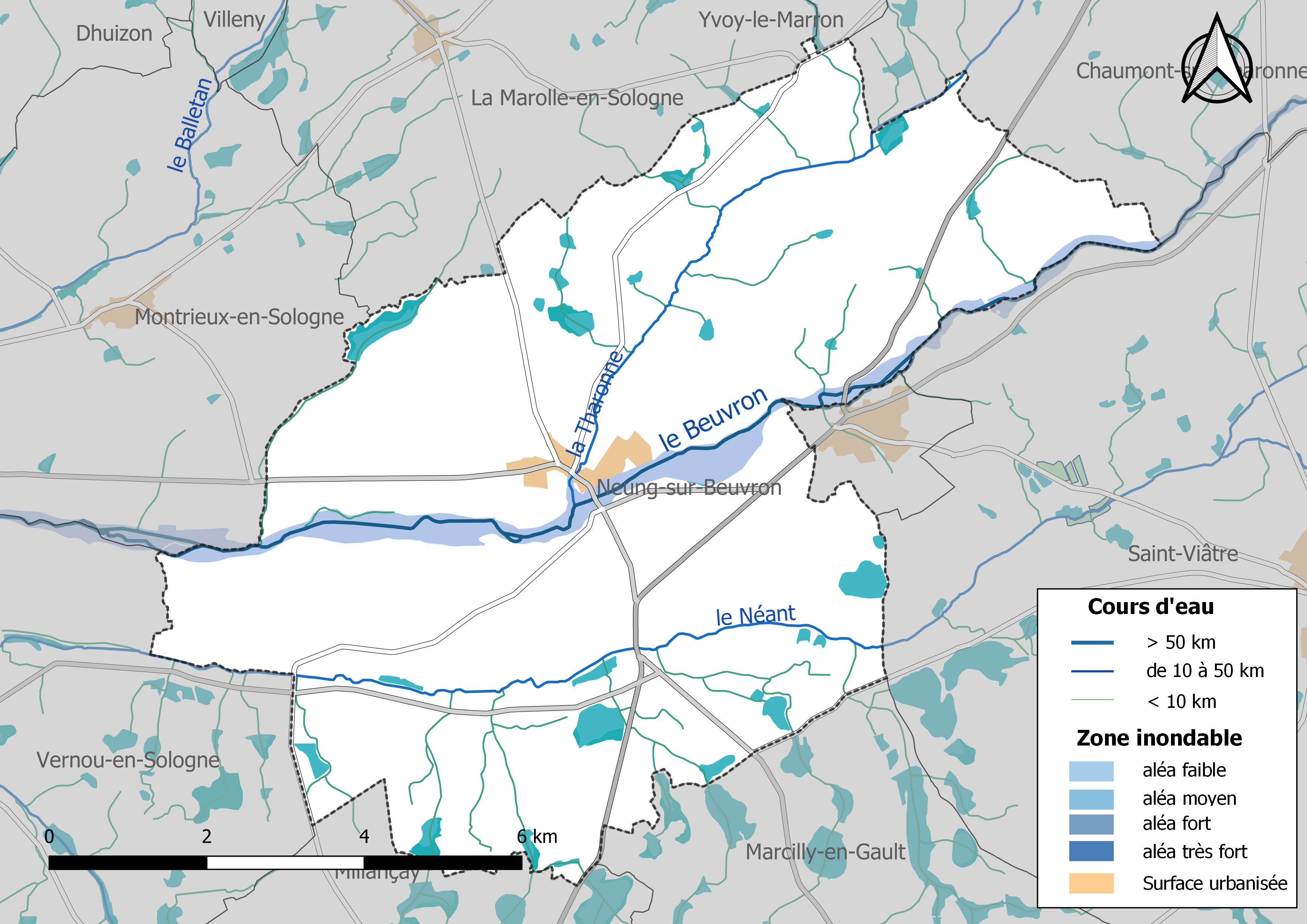
Zones inondables de la commune de Neung-sur-Beuvron.

Les mouvements de terrains susceptibles de se produire dans la commune sont liés au retrait-gonflement des argiles. Le phénomène de retrait-gonflement des argiles est la conséquence d'un changement d'humidité des sols argileux. Les argiles sont capables de fixer l'eau disponible mais aussi de la perdre en se rétractant en cas de sécheresse. Ce phénomène peut provoquer des dégâts très importants sur les constructions (fissures, déformations des ouvertures) pouvant rendre inhabitables certains locaux. La carte de zonage de cet aléa peut être consultée sur le site de l'observatoire national des risques naturels Georisques.
Un atlas des zones inondables du Beuvron est établi en décembre 2003. Les crues historiques du Beuvron sont celles de 1856, de 1910 et de 1936-1937. Le débit de la crue de référence varie ainsi entre 60 et 160 m3/s selon les sections.

#### Risques technologiques
Le risque de transport de marchandises dangereuses dans la commune est lié à sa traversée par une route à fort trafic. Un accident se produisant sur une telle infrastructure est en effet susceptible d'avoir des effets graves au bâti ou aux personnes jusqu'à 350 m, selon la nature du matériau transporté. Des dispositions d'urbanisme peuvent être préconisées en conséquence.

## Toponymie
Anciens noms : Noviodunum (52 avant J.-C. - César, BG, VII, 12) ? Noodunum (990), Neung (1793).
De l'adjectif gaulois novio, « nouveau » et du radical indo-européen *dhun-, associant un relief et un habitat défendu « dune », à l’origine d’une racine celtique *dhuno dont le premier sens aurait été « clôture, zone enclose », d’où le gaulois  dūnum qui a pris le sens de « citadelle, enceinte fortifiée » et, par métonymie, celui de « colline, mont » puisque la plupart des citadelles étaient bâties sur des hauteurs.

## Histoire
Neung-sur-Beuvron est réputée être l'agglomération romaine de Noviodunum Biturigum (bien que peuplée de Carnutes). Elle est mentionnée par Jules César dans la Guerre des Gaules, où est décrite la résistance de la population et de Vercingétorix en -52. Elle fut le théâtre d'une grande bataille en ladite année 52 av. J.-C.
De modestes vestiges romains existent encore, dont une route romaine allant du village à la Ferté-Beauharnais, traversant la forêt, et connue sous le nom des « chemins bas ».
Une très grande arène, à la sortie de Neung direction Romorantin, a dû être rensablée, après fouilles, au lieu-dit Avignon à quelques mètres de la rivière le Néant. L'oppidum est très visible vu d'avion. Au cours de fouilles datant de la fin du XIXe siècle, un bâtiment monumental gallo-romain a été mis en évidence : un théâtre antique.
Jeanne d'Arc serait également passée par le village après la libération d'Orléans, le mardi 7 juin 1429 au soir.
Au bas du clocher de l'église du village deux plaques commémorent, suivant le vœu du maire de l'époque (1919-1929), Léon Bellessort, ces deux événements.
Une gare des tramways de Sologne se situait dans la commune.

## Politique et administration

### Découpage territorial
La commune de Neung-sur-Beuvron est membre de la Communauté de communes de la Sologne des étangs, un établissement public de coopération intercommunale (EPCI) à fiscalité propre créé le 1er janvier 2001.
Elle est rattachée sur le plan administratif à l'arrondissement de Romorantin-Lanthenay, au département de Loir-et-Cher et à la région Centre-Val de Loire, en tant que circonscriptions administratives. Sur le plan électoral, elle est rattachée au canton de Chambord depuis 2015 pour l'élection des conseillers départementaux et à la deuxième circonscription de Loir-et-Cher pour les élections législatives.

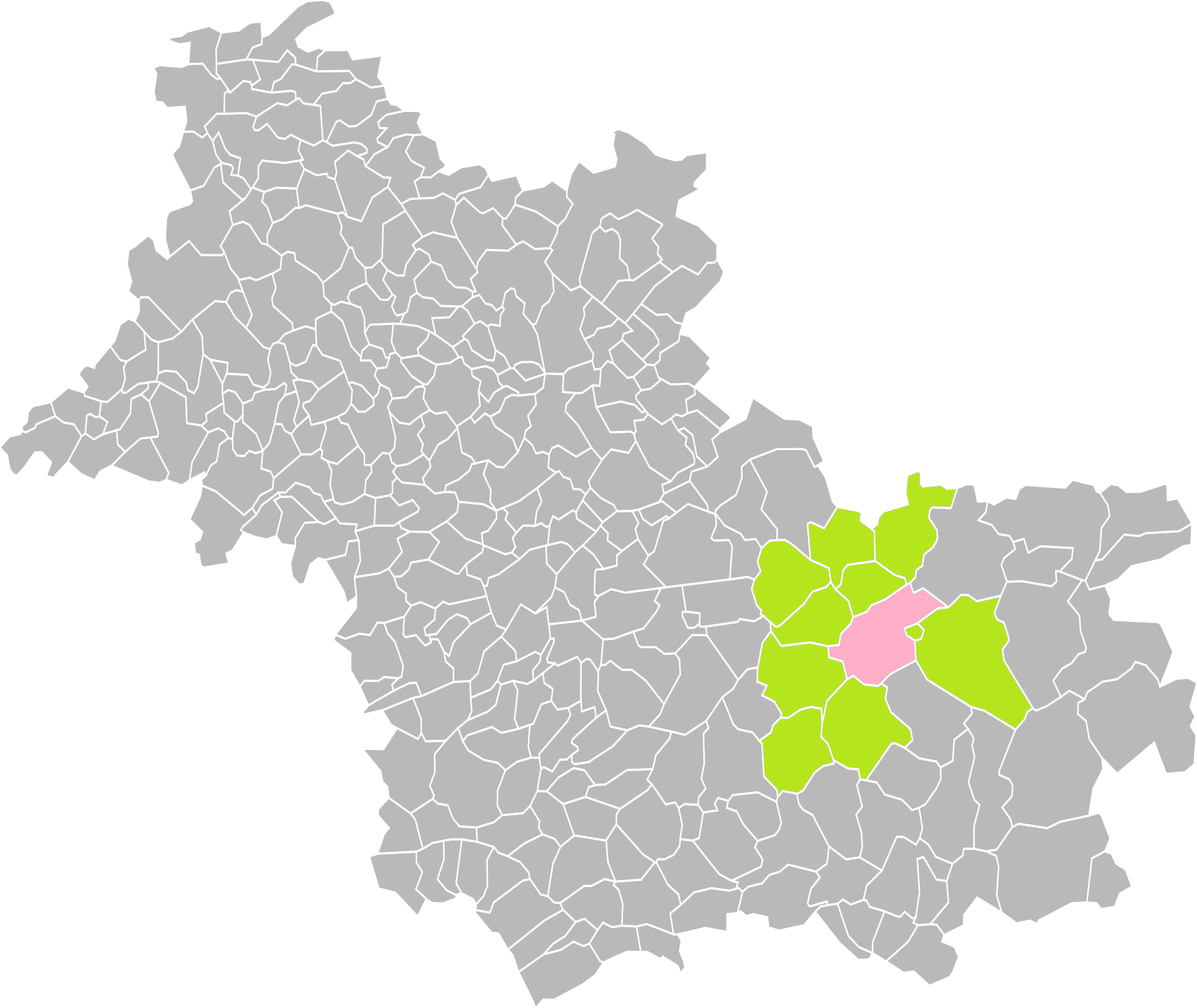
Neung-sur-Beuvron dans l'intercommunalité en 2016.
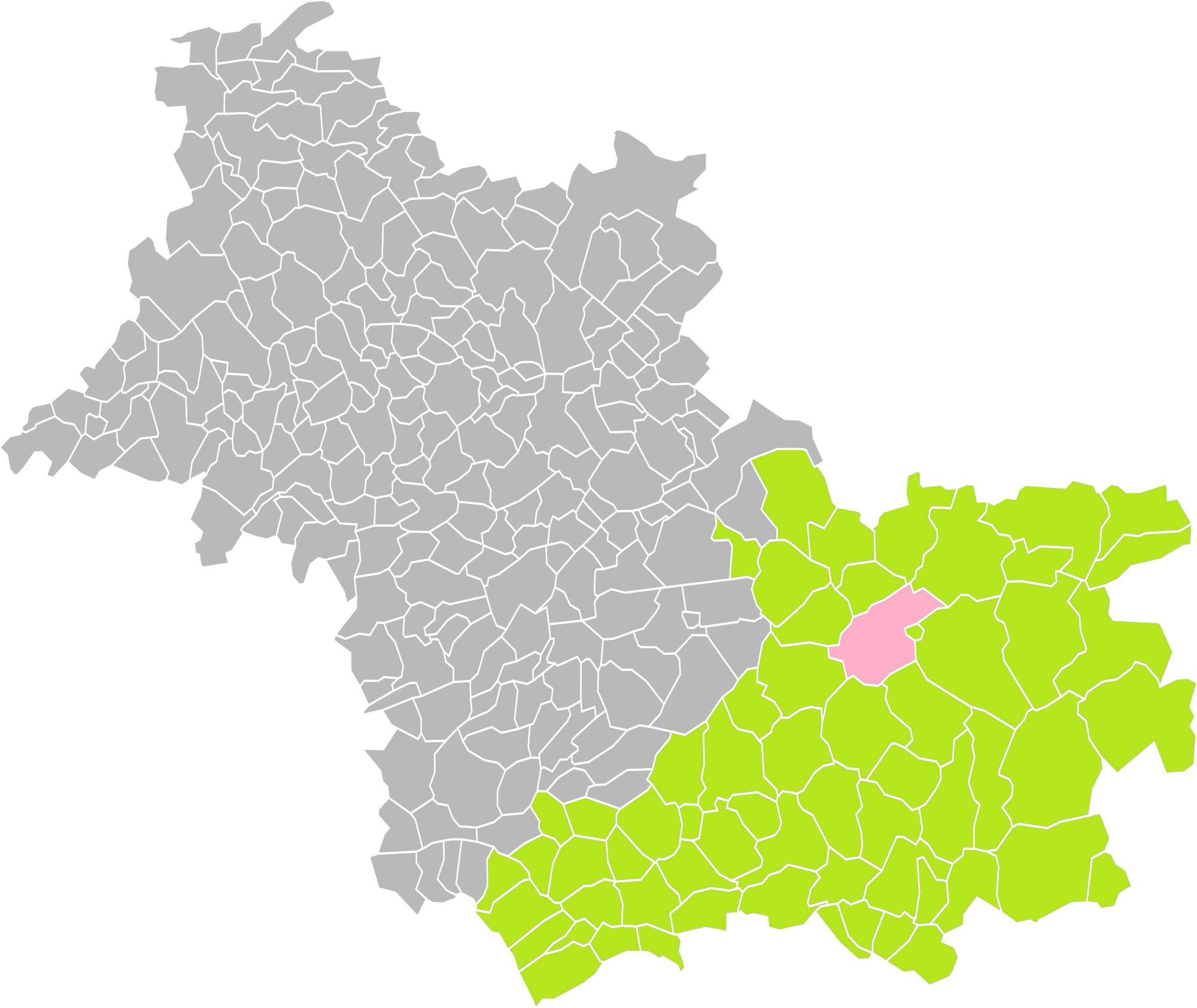
Neung-sur-Beuvron dans l'arrondissement de Romorantin-Lanthenay en 2016.
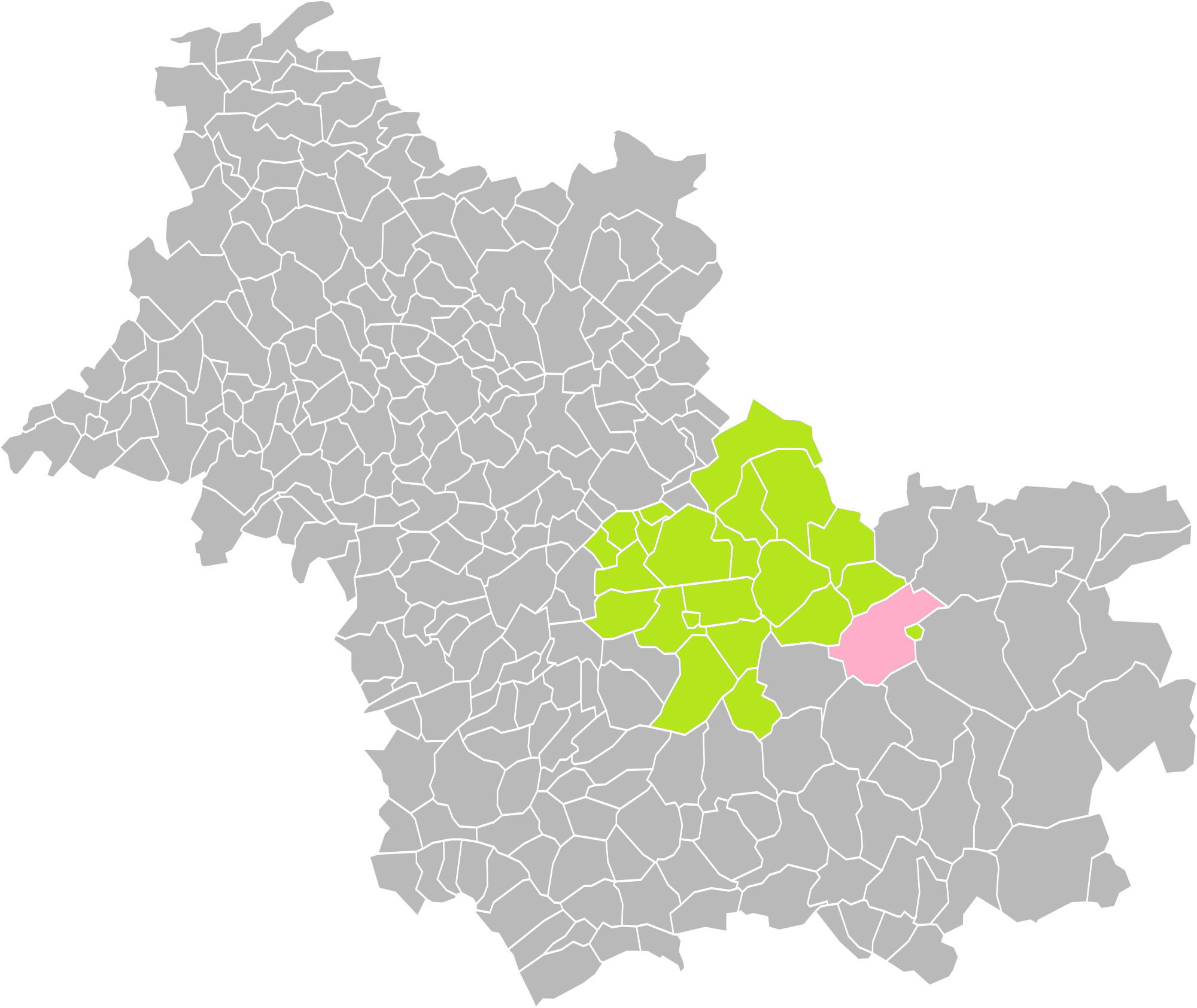
Neung-sur-Beuvron dans le canton de Chambord en 2016.

### Politique et administration municipale

#### Conseil municipal et maire

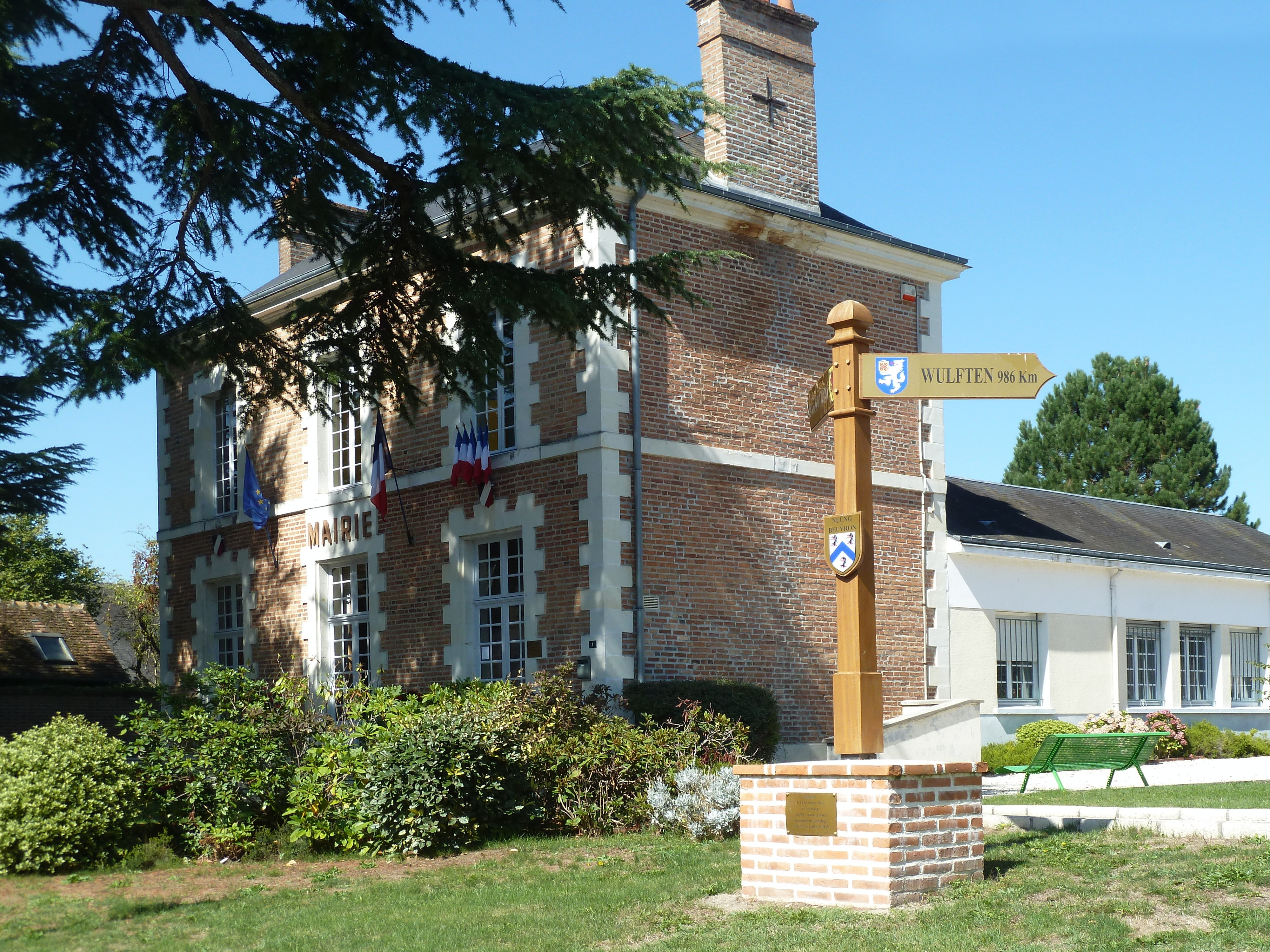
La mairie.

Le conseil municipal de Neung-sur-Beuvron, commune de plus de mille habitants, est élu au scrutin proportionnel plurinominal avec prime majoritaire. Compte tenu de la population communale, le nombre de sièges au conseil municipal est de quinze. Le maire, à la fois agent de l'État et exécutif de la commune en tant que collectivité territoriale, est élu par le conseil municipal au scrutin secret lors de la première réunion du conseil suivant les élections municipales, pour un mandat de six ans, c'est-à-dire pour la durée du mandat du conseil.
| Période                               | Période          | Identité                               | Étiquette | Qualité |
| ------------------------------------- | ---------------- | -------------------------------------- | --------- | ------- |
| 1er janvier 1793                      |                  | Pierre Mitaine                         |           |         |
| 15 prairial an II (3 juin 1794)       |                  | Guillaume Thuault                      |           |         |
| 17 brumaire an IV (8 novembre 1795)   |                  | Pierre Sébastien Naudin                |           |         |
| 5 germinal an VI (25 mars 1798)       |                  | Maria Gaullier                         |           |         |
| 10 messidor an VIII (29 juin 1800)    |                  | Baguenault de Villebourgeon            |           |         |
| 8 thermidor an VIII (27 juillet 1800) |                  | Gentien Savart                         |           |         |
| 24 messidor an X (13 juillet 1802)    |                  | Claude Gilbert                         |           |         |
| 27 prairial an XIII (16 juin 1805)    | 24 octobre 1811  | Pierre Sébastien Naudin                |           |         |
| 25 octobre 1811                       | 20 mai 1815      | François Herpin                        |           |         |
| 21 mai 1815                           | 22 décembre 1834 | André Michel Garnier                   |           |         |
| 23 décembre 1834                      | 16 juin 1836     | Jean-Baptiste Beauvallet               |           |         |
| 17 juin 1836                          | 31 juillet 1840  | Hippolyte Debrinay                     |           |         |
| 1er août 1840                         | 30 juin 1842     | Pierre Delahaye                        |           |         |
| 1er juillet 1842                      | 2 avril 1845     | Eugène Quentin                         |           |         |
| 3 avril 1845                          | 4 novembre 1848  | Charles Fidèle Bersy de la Guerrivière |           |         |
| 5 novembre 1848                       | 25 novembre 1854 | Nicolas Poinloup                       |           |         |
| 26 novembre 1854                      | 19 mai 1888      | Léonidas Cadet de Vaux                 |           |         |
| 20 mai 1888                           | 4 avril 1891     | Charles Regnault                       |           |         |
| 5 avril 1891                          | 18 août 1899     | Léonidas Cadet de Vaux                 |           |         |
| 19 août 1899                          | 16 mai 1908      | Albert Prudhomme                       |           |         |
| 17 mai 1908                           | 9 décembre 1919  | Lucien Marais                          |           | colonel |
| 10 décembre 1919                      | 18 mai 1929      | Léon Bellessort                        |           |         |
| 19 mai 1929                           | 10 mai 1953      | Henri de Geoffre de Chabrignac         |           |         |

| Période      | Période      | Identité                       | Étiquette | Qualité                                       |
| ------------ | ------------ | ------------------------------ | --------- | --------------------------------------------- |
| mai 1929     | mai 1953     | Henri de Geoffre de Chabrignac |           |                                               |
| mai 1953     | mars 1989    | Charles Quenet                 | RI-UDF    | conseiller général (1955-1992)                |
| mars 1989    | avril 1991   | Lucien Petat                   |           |                                               |
| avril 1991   | mars 2001    | Jean Viginier                  |           |                                               |
| mars 2001    | mars 2014    | Michel Legourd                 |           |                                               |
| mars 2014    | juillet 2017 | Guillaume Peltier              | LR        | député président de la communauté de communes |
| juillet 2017 | mai 2020     | Edith Bresson                  |           | profession libérale                           |
| mai 2020     | En cours     | Guillaume Giot,                |           | Cadre de la fonction publique                 |

### Jumelages
- Wulften am Harz (Allemagne) ;
- Williton (Angleterre).

### Enseignement
Neung-sur-Beuvron est située dans l'académie d'Orléans-Tours. La commune dispose d'une école maternelle publique, l'école Les Castors, et d'une école primaire publique, l'école Les Carnutes.
La commune dispose d'un collège, le collège Louis-Pergaud, géré par le département.

## Population et société

### Démographie

#### Évolution démographique
L'évolution du nombre d'habitants est connue à travers les recensements de la population effectués dans la commune depuis 1793. Pour les communes de moins de 10 000 habitants, une enquête de recensement portant sur toute la population est réalisée tous les cinq ans, les populations de référence des années intermédiaires étant quant à elles estimées par interpolation ou extrapolation. Pour la commune, le premier recensement exhaustif entrant dans le cadre du nouveau dispositif a été réalisé en 2004.

En 2022, la commune comptait 1 263 habitants, en évolution de +3,69 % par rapport à 2016 (Loir-et-Cher : −1,15 %, France hors Mayotte : +2,11 %).
| 1793 | 1800  | 1806  | 1821 | 1831 | 1836 | 1841 | 1846  | 1851  |
| ---- | ----- | ----- | ---- | ---- | ---- | ---- | ----- | ----- |
| 982  | 1 002 | 1 098 | 992  | 944  | 979  | 966  | 1 034 | 1 018 |

| 1856  | 1861  | 1866  | 1872  | 1876  | 1881  | 1886  | 1891  | 1896  |
| ----- | ----- | ----- | ----- | ----- | ----- | ----- | ----- | ----- |
| 1 078 | 1 115 | 1 192 | 1 188 | 1 211 | 1 264 | 1 335 | 1 321 | 1 351 |

| 1901  | 1906  | 1911  | 1921  | 1926  | 1931  | 1936  | 1946  | 1954  |
| ----- | ----- | ----- | ----- | ----- | ----- | ----- | ----- | ----- |
| 1 342 | 1 450 | 1 411 | 1 309 | 1 250 | 1 252 | 1 266 | 1 163 | 1 100 |

| 1962  | 1968  | 1975  | 1982  | 1990  | 1999  | 2004  | 2006  | 2009  |
| ----- | ----- | ----- | ----- | ----- | ----- | ----- | ----- | ----- |
| 1 175 | 1 205 | 1 155 | 1 196 | 1 152 | 1 112 | 1 144 | 1 177 | 1 223 |

| 2014  | 2019  | 2022  | - | - | - | - | - | - |
| ----- | ----- | ----- | - | - | - | - | - | - |
| 1 222 | 1 242 | 1 263 | - | - | - | - | - | - |

#### Pyramide des âges
La population de la commune est relativement âgée. En 2018, le taux de personnes d'un âge inférieur à 30 ans s'élève à 26,4 %, soit un taux inférieur à la moyenne départementale (31,3 %). À l'inverse, le taux de personnes d'un âge supérieur à 60 ans (38,0 %) est supérieur au taux départemental (31,6 %).
En 2018, la commune comptait 584 hommes pour 650 femmes, soit un taux de 52,67 % de femmes, supérieur au taux départemental (51,45 %).
Les pyramides des âges de la commune et du département s'établissent comme suit :
| Hommes | Classe d’âge | Femmes |
| ------ | ------------ | ------ |
| 1,9    | 90 ou +      | 6,0    |
| 10,6   | 75-89 ans    | 13,8   |
| 22,3   | 60-74 ans    | 21,1   |
| 19,9   | 45-59 ans    | 17,7   |
| 17,5   | 30-44 ans    | 16,4   |
| 11,9   | 15-29 ans    | 9,2    |
| 16,0   | 0-14 ans     | 15,9   |

| Hommes | Classe d’âge | Femmes |
| ------ | ------------ | ------ |
| 1,1    | 90 ou +      | 2,6    |
| 9,2    | 75-89 ans    | 11,9   |
| 19,7   | 60-74 ans    | 20,4   |
| 20,7   | 45-59 ans    | 20     |
| 16,5   | 30-44 ans    | 16,2   |
| 15,2   | 15-29 ans    | 13,2   |
| 17,6   | 0-14 ans     | 15,7   |

## Économie

### Secteurs d'activité
Le tableau ci-dessous détaille le nombre d'entreprises implantées à Neung-sur-Beuvron selon leur secteur d'activité et le nombre de leurs salariés :
|                                                              | total | % com (% dep) | 0 salarié | 1 à 9 salarié(s) | 10 à 19 salariés | 20 à 49 salariés | 50 salariés ou plus |
| ------------------------------------------------------------ | ----- | ------------- | --------- | ---------------- | ---------------- | ---------------- | ------------------- |
| Ensemble                                                     | 165   | 100,0 (100)   | 101       | 56               | 3                | 4                | 1                   |
| Agriculture, sylviculture et pêche                           | 16    | 9,7 (11,8)    | 11        | 5                | 0                | 0                | 0                   |
| Industrie                                                    | 9     | 5,5 (6,5)     | 3         | 5                | 0                | 1                | 0                   |
| Construction                                                 | 17    | 10,3 (10,3)   | 8         | 8                | 0                | 1                | 0                   |
| Commerce, transports, services divers                        | 99    | 60,0 (57,9)   | 64        | 32               | 2                | 1                | 0                   |
| dont commerce et réparation automobile                       | 26    | 15,8 (17,5)   | 15        | 9                | 1                | 1                | 0                   |
| Administration publique, enseignement, santé, action sociale | 24    | 14,5 (13,5)   | 15        | 6                | 1                | 1                | 1                   |
| Champ : ensemble des activités.                              |       |               |           |                  |                  |                  |                     |

Le secteur du commerce, transports et services divers est prépondérant dans la commune (99 entreprises sur 165). 
Sur les 165 entreprises implantées à Neung-sur-Beuvron en 2016, 101 ne font appel à aucun salarié, 56 comptent 1 à 9 salariés, 3 emploient entre 10 et 19 personnes.4 emploient entre 20 et 49 personnes.
Au 1er juillet 2017, la commune est classée en zone de revitalisation rurale (ZRR), un dispositif visant à aider le développement des territoires ruraux principalement à travers des mesures fiscales et sociales. Des mesures spécifiques en faveur du développement économique s'y appliquent également.

### Agriculture
En 2010, l'orientation technico-économique de l'agriculture dans la commune est la polyculture et le polyélevage. Le département a perdu près d'un quart de ses exploitations en 10 ans, entre 2000 et 2010 (c'est le département de la région Centre-Val de Loire qui en compte le moins). Cette tendance se retrouve également au niveau de la commune où le nombre d'exploitations est passé de 57 en 1988 à 21 en 2000 puis à 22 en 2010. Parallèlement, la taille de ces exploitations augmente, passant de 33 ha en 1988 à 43 ha en 2010. 
Le tableau ci-dessous présente les principales caractéristiques des exploitations agricoles de Neung-sur-Beuvron, observées sur une période de 22 ans : 
|                                      | 1988                 | 2000                 | 2010                 |
| Dimension économique                 | Dimension économique | Dimension économique | Dimension économique |
| ------------------------------------ | -------------------- | -------------------- | -------------------- |
| Nombre d'exploitations (u)           | 57                   | 21                   | 22                   |
| Travail (UTA)                        | 76                   | 22                   | 33                   |
| Surface agricole utilisée (ha)       | 1 897                | 1 300                | 949                  |
| Cultures                             |                      |                      |                      |
| Terres labourables (ha)              | 1 172                | 782                  | 496                  |
| Céréales (ha)                        | 600                  | 384                  | 239                  |
| dont blé tendre (ha)                 | 33                   | 36                   | 9                    |
| dont maïs-grain et maïs-semence (ha) | 178                  | 82                   | 61                   |
| Tournesol (ha)                       | s                    |                      |                      |
| Colza et navette (ha)                | 0                    |                      |                      |
| Élevage                              |                      |                      |                      |
| Cheptel (UGBTA)                      | 886                  | 483                  | 445                  |

#### Produits labellisés
Le territoire de la commune est intégré aux aires de productions de divers produits bénéficiant d'une indication géographique protégée (IGP) : le vin Val-de-loire et les volailles de l’Orléanais,.

## Culture locale et patrimoine

### Voies et lieux-dits
| 163 odonymes recensés à Neung-sur-Beuvron au 7 mars 2014    | 163 odonymes recensés à Neung-sur-Beuvron au 7 mars 2014 | 163 odonymes recensés à Neung-sur-Beuvron au 7 mars 2014 | 163 odonymes recensés à Neung-sur-Beuvron au 7 mars 2014 | 163 odonymes recensés à Neung-sur-Beuvron au 7 mars 2014 | 163 odonymes recensés à Neung-sur-Beuvron au 7 mars 2014 | 163 odonymes recensés à Neung-sur-Beuvron au 7 mars 2014 | 163 odonymes recensés à Neung-sur-Beuvron au 7 mars 2014 | 163 odonymes recensés à Neung-sur-Beuvron au 7 mars 2014 | 163 odonymes recensés à Neung-sur-Beuvron au 7 mars 2014 | 163 odonymes recensés à Neung-sur-Beuvron au 7 mars 2014 | 163 odonymes recensés à Neung-sur-Beuvron au 7 mars 2014 | 163 odonymes recensés à Neung-sur-Beuvron au 7 mars 2014 | 163 odonymes recensés à Neung-sur-Beuvron au 7 mars 2014 | 163 odonymes recensés à Neung-sur-Beuvron au 7 mars 2014 | 163 odonymes recensés à Neung-sur-Beuvron au 7 mars 2014 |
| Allée                                                       | Avenue                                                   | Bld                                                      | Carrefour                                                | Chemin                                                   | Clos                                                     | Impasse                                                  | Montée                                                   | Passage                                                  | Place                                                    | Promenade                                                | Route                                                    | Rue                                                      | Square                                                   | Autres                                                   | Total                                                    |
| ----------------------------------------------------------- | -------------------------------------------------------- | -------------------------------------------------------- | -------------------------------------------------------- | -------------------------------------------------------- | -------------------------------------------------------- | -------------------------------------------------------- | -------------------------------------------------------- | -------------------------------------------------------- | -------------------------------------------------------- | -------------------------------------------------------- | -------------------------------------------------------- | -------------------------------------------------------- | -------------------------------------------------------- | -------------------------------------------------------- | -------------------------------------------------------- |
| 0                                                           | 0                                                        | 0                                                        | 0                                                        | 7                                                        | 0                                                        | 6                                                        | 0                                                        | 0                                                        | 4                                                        | 0                                                        | 6                                                        | 22                                                       | 0                                                        | 118                                                      | 163                                                      |
| Notes « N »                                                 | Notes « N »                                              | 1. 2. 3. 4. 5.                                           | 1. 2. 3. 4. 5.                                           | 1. 2. 3. 4. 5.                                           | 1. 2. 3. 4. 5.                                           | 1. 2. 3. 4. 5.                                           | 1. 2. 3. 4. 5.                                           | 1. 2. 3. 4. 5.                                           | 1. 2. 3. 4. 5.                                           | 1. 2. 3. 4. 5.                                           | 1. 2. 3. 4. 5.                                           | 1. 2. 3. 4. 5.                                           | 1. 2. 3. 4. 5.                                           | 1. 2. 3. 4. 5.                                           | 1. 2. 3. 4. 5.                                           |
| Sources : rue-ville.info & perche-gouet.net & OpenStreetMap |                                                          |                                                          |                                                          |                                                          |                                                          |                                                          |                                                          |                                                          |                                                          |                                                          |                                                          |                                                          |                                                          |                                                          |                                                          |

### Lieux et monuments
- L'église Saint-Denis.

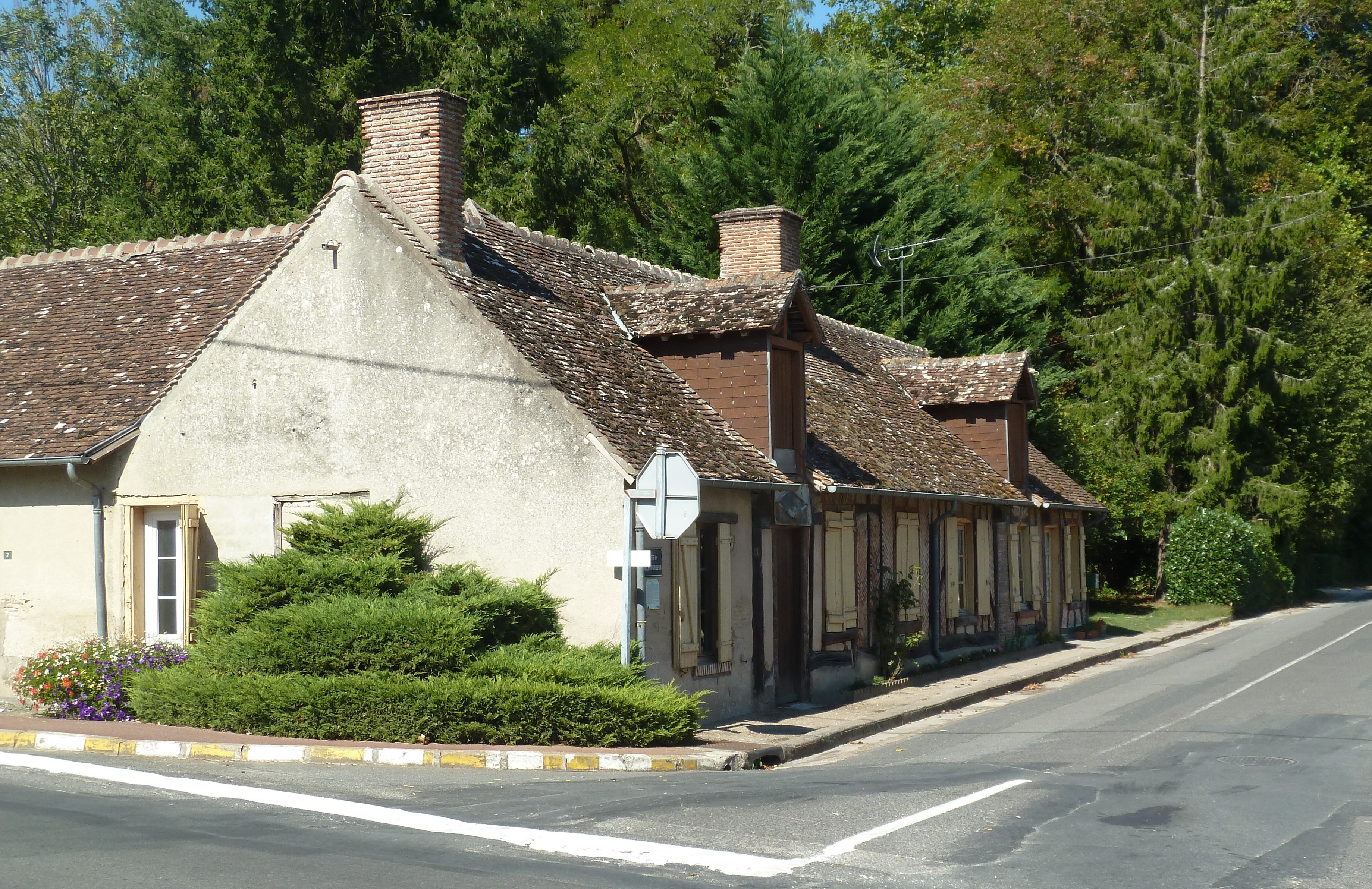
La villa à « pans de bois » Saint-Léon.

- La Motte de Condras, ensemble monumental gallo-romain.
- Le château de La Chauvellerie
- Le château du Gué-Mulon
- Le château de Marcheval
- Le château de La Touchette
- Le château de Villebourgeon.
- Le château de Villemorant
- La villa Saint-Léon.

### Personnalités liées à la commune
- Lucien Jullemier (1847-1928), avocat, décédé à Neung-sur-Beuvron où il possédait le château de La Touchette.
- Jean-Bedel Bokassa, président de la République centrafricaine de 1965 à 1979, était le propriétaire du château de Villemorant[71].

### Héraldique
|  | Les armoiries de Neung-sur-Beuvron se blasonnent ainsi : D'argent au chevron d'azur accompagné de trois têtes d'aigle de sable, becquées, lampassées et arrachées de gueules. Armes du dernier bailli de Neung, le sieur Pajot. |